# Christina Romer

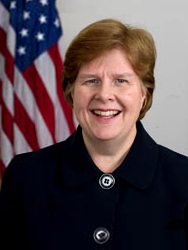
Christina Romer

Christina Duckworth Romer (geb. Duckworth; * 25. Dezember 1958 in Alton, Illinois) ist eine US-amerikanische Professorin für Wirtschaftswissenschaften an der University of California, Berkeley und war Vorsitzende des Council of Economic Advisers von US-Präsident Barack Obama. Dieses Amt hat sie am 3. September 2010 niedergelegt, um als Dozentin nach Berkeley zurückzukehren.
Nach ihrer Nominierung und bevor Obama sein Amt als Präsident antrat, wurde Romer beauftragt, den Plan der Regierung zur Befreiung aus der Rezession des Jahres 2008 mit auszuarbeiten, was sie zusammen mit dem Ökonomen Jared Bernstein in Angriff nahm. In einer Videopräsentation erläuterte sie im Januar 2009 Details des Arbeitsmarktprogramms, welches das Kabinett Obama dem Kongress vorlegte.

## Ausbildung und akademische Karriere
Ihre Schulausbildung schloss sie an der Glen Oak High School in Canton (Ohio) 1977 ab. Am College of William & Mary erhielt sie einen Bachelor in Volkswirtschaft 1981. Ihren Ph.D. erhielt sie vom Massachusetts Institute of Technology (MIT) 1985. Anschließend arbeitete sie als Assistenzprofessorin an der Princeton University. 1988 wechselte sie an die University of California in Berkeley, wo sie 1993 eine Vollprofessur erhielt. 1989 erhielt sie von der Alfred P. Sloan Foundation ein Forschungsstipendium (Sloan Research Fellowship).

## Familie
Sie ist mit David Romer verheiratet, der ihr Kommilitone am MIT war und nun ihr Kollege an der Fakultät für Volkswirtschaft an der University of California ist. Ihre Büros sind benachbart, und einen großen Teil ihrer Forschung betreiben sie gemeinsam. Sie haben drei Kinder. Mit dem bekannten Wachstumsökonomen Paul Romer sind sie nicht verwandt.

## Forschung
Romer verglich zunächst makroökonomische Volatilität vor und nach dem Zweiten Weltkrieg. Sie zeigte, dass viel von dem, was als ein Sinken der Volatilität angesehen worden war in Wirklichkeit durch eine verbesserte Datenerhebung zurückzuführen war, wenn auch Rezessionen seltener wurden.
Sie hat auch über die Great Depression in den Vereinigten Staaten geforscht und darüber, wie sich die USA von ihr erholten. Ihre Arbeiten zeigten, dass die Great Depression die USA härter traf als Europa und dort nicht die gleichen Ursachen hatte. Romer zeigte, dass Fiskalpolitik eine vergleichsweise kleine Rolle in der Erholung von der Krise in den USA spielte, da die Steuern fast genau so schnell anstiegen wie die Staatsausgaben während des New Deals. Geldpolitik spielte eine große Rolle, erst durch die Abwertung des Dollars im Vergleich zum Goldstandard 1933–1934, später, als der Krieg in Europa sich abzeichnete, durch Kapitalflucht aus Europa in die relative stabilen USA.
In ihren neueren Arbeiten mit ihrem Mann David Romer konzentrieren sie sich auf die Auswirkungen von Steuerpolitik auf das Wachstum der Staatsausgaben und der Gesamtwirtschaft in den USA zwischen 1945 und 2007, wobei sie keine „endogenen“ Steueränderungen untersuchen, die unternommen wurden, um Rezessionen zu bekämpfen oder die Kosten neuer Staatsausgaben auszugleichen. Sie kommen zu der Auffassung, dass „exogene“ Steuererhöhungen, die zum Beispiel gemacht werden, um ein aus der Vergangenheit resultierendes Budgetdefizit zu reduzieren, das Wirtschaftswachstum reduzieren, wenn auch nach 1980 in geringerem Ausmaß als vorher. Romer und Romer finden „keine Belege für die Hypothese, dass Steuersenkungen Staatsausgaben beschränken; Steuersenkungen können sogar die Staatsausgaben ansteigen lassen. Die Ergebnisse weisen darauf hin, dass der Haupteffekt von Steuersenkungen auf das Staatsbudget darin besteht, spätere Steuererhöhungen zu erzeugen.“

## Karriere
Sie war Vizepräsidentin der American Economic Association, erhielt das Stipendium John Simon Guggenheim Memorial Foundation Fellowship, ist seit 2004 Mitglied der American Academy of Arts and Sciences und gewann die Auszeichnung für hervorragende Lehre an der University of California, Berkeley (Berkeley Distinguished Teaching Award). Professor Romer ist Ko-Direktorin des Programms für Geldpolitik des National Bureau of Economic Research (NBER), und war Mitglied des Ausschusses zur Datenerhebung über Konjunkturzyklen vom NBER, bis sie von diesem Posten im November 2008 zurücktrat.
2008 sollte Romer einen Lehrstuhl an der Harvard University übernehmen, während ihr Mann eine Position an der Kennedy School of Government der Harvard University erhalten sollte. Nachdem Harvard-Präsident Drew Gilpin Faust gegen ihre Ernennung jedoch ein Veto eingelegt hatte, blieben sie in Berkeley. Die Entscheidung führte zu Diskussionen sowohl in der Fachwelt als auch in der Presse. Die Gründe für Fausts Entscheidung, Romers Ernennung zu blockieren, bleiben unklar. Spekuliert wurde über Widerstände der neoklassischen Ökonomen gegen ihre neukeynesianischen Tendenzen oder ein Zögern, am MIT ausgebildete Professoren in Harvard zu beschäftigen.

## Werke
- Romer, Christina and Romer, David: Monetary Policy and the Well-being of the Poor. Working Paper Ser. / National Bureau of Economic Research. 1998.